# Quartian
Quartian är en orgelstämma av typen icke-repeterande blandstämma. Den består av två kor: 2 2⁄3´ och 2´. Stämman tillhör kategorin labialstämmor.